# Micromacronus
Micromacronus és un gènere d'ocells de la família dels cisticòlids (Cisticolidae).

## Taxonomia
Segons la Classificació del Congrés Ornitològic Internacional (versió 11.1, 2021) aquest gènere conté dues espècies: 
- Micromacronus leytensis - camaròptera sedosa daurada.
- Micromacronus sordidus - camaròptera sedosa olivàcia.